# Трещалов, Владимир Леонидович
Влади́мир Леони́дович Треща́лов (25 сентября 1937, Москва — 15 декабря 1998, там же) — советский и российский актёр театра и кино.

## Биография
Владимир Леонидович Трещалов родился 25 сентября 1937 года в Москве, отец был командиром кремлёвского полка.
Учился в Суриковском художественном училище на народно-прикладном отделении (филигрань по серебру)
В 1958 году, будучи курсантом Саратовского пограничного училища, находясь в нетрезвом состоянии, спровоцировал драку с гражданским лицом, в драке применил нож и был осуждён военным трибуналом на восемь лет лишения свободы. Был освобождён досрочно. По другой версии Владимир, будучи нетрезв, подрался со своим другом и однокурсником Барышевым и нанёс ему в драке удар ножом в живот. В связи с этим, военным трибуналом был осуждён на 2 года заключения в дисциплинарном батальоне. Суд происходил в стенах Саратовского училища МГБ. Отслужив в дисбате 1 год, освободился досрочно и уволился из армии, не без помощи своего влиятельного отца.
Начал сниматься в кино с 1960 года («Битва в пути»), одновременно учился в школе-студии МХАТ. Пропуски из-за съёмок в фильмах стали причиной отчисления из школы-студии.
Всесоюзную известность ему принесла роль Лютого в фильме «Неуловимые мстители». После выхода фильма в прокат у красавца-злодея появилась масса поклонниц.
Окончил Государственный театральный институт имени А. В. Луначарского.
Близкий друг В. С. Высоцкого в ранний период. В 1970-е годы после инцидента с руководителем актёрского отдела «Мосфильма» Адольфом Гуревичем был вынужден некоторое время оставаться вне актёрской профессии, работая водителем троллейбуса (28-й маршрут) в 5-м парке. В конце 1970-х годов снова стал сниматься в кино в небольших ролях. Служил в разных театрах — с 1974 года в Первом Московском областном театре, с 1987 года — в Московском драматическом театре «Сфера», с 1993 года — в Ставропольском театре драмы.
Перенёс три инфаркта, страдал заболеванием кровеносных сосудов ног, астмой. Скончался от инфаркта 15 декабря 1998 года в Москве. Похоронен на Бутовском кладбище (7 уч.).

## Личная жизнь
Жена — Майя Коханова
Жена — Нина Воробьёва
Жена — Людмила Шарендо
Дочь — Александра (1972 г.р.)
Жена — Алла Сергеевна Щербакова

## Творчество

### Фильмография
- 1961 — Битва в пути — Сергей Сугробин
- 1962 — Увольнение на берег — Пётр, матрос
- 1962 — Я купил папу — «папа» Димки
- 1963 — Штрафной удар — Игорь Королёв, хоккеист
- 1964 — Весенние хлопоты — Сергей, шофёр
- 1965 — Иду на грозу — Слава, муж Лены
- 1965 — Мы, русский народ — Алексей Медведев
- 1966 — Неуловимые мстители — Сидор Лютый
- 1967 — Пароль не нужен — Сергей Стрелков
- 1968 — Удар! Ещё удар! — Костя Мальков, отчисленный футболист «Зари»
- 1973—1977 — Блокада — Замировский
- 1977 — Первые радости — Тихон Платонович
- 1978 — Мальчишки — солдат на рынке
- 1979 — Необыкновенное лето — Тихон Платонович
- 1979 — Стрельба дуплетом — Алексей Степанович
- 1980 — Служа Отечеству — казак
- 1981 — 20 декабря
- 1982 — Людмила — Кандыба
- 1982 — Молодость (киноальманах) — Иван Чирок
- 1982 — Полынь — трава горькая — Павел Ермаков
- 1984 — Юрка — сын командира — прапорщик
- 1985 — Русь изначальная — Мужило
- 1986 — Жизнь Клима Самгина — Савва Морозов
- 1989 — Бархан — «Петрович», беглый преступник
- 1989 — Из жизни Фёдора Кузькина — Нестор Лизунин, крестьянин-середняк
- 1989 — Казённый дом
- 1989 — Криминальный квартет — Мухтарбеков (Мухтар), вор
- 1990 — Очищение — кузнец Меркулов
- 1991 — Глухомань — Сыромятов
- 1991 — Заряженные смертью
- 1991 — Караван смерти — Пётр Ефимович, полковник
- 1991 — Охота жить (короткометражный)
- 1991 — Пока гром не грянет
- 1991 — Яр
- 1992 — Три августовских дня — водитель автобуса
- 1993 — Маэстро с ниточкой — Вадим Петрович
- 1993 — Отряд «Д»
- 1993 — Шиш на кокуй!
- 1999 — Транзит для дьявола